# John Boxer
John H. (Hans) Boxer (* 1916 in Wien; † 2009 in Zürich) war ein österreichischer Architekt und Verleger.
Aufgrund seiner jüdischen Abstammung emigrierte er 1938 über England in die USA.
Ab 1945 war Boxer als Offizier der US-Armee in vielen Städten in ganz Deutschland am Wiederaufbau eines demokratischen Presse- und Verlagswesens beteiligt.
Er war Mitarbeiter der Information Control Division (ICD), die in den Nachkriegsjahren für den kulturellen Aufbau in der US-Zone Deutschlands zuständig war. Boxer empfahl 1945 Lizenzträger für neu zu gründende Zeitungen und Verlage, so übertrug er die Lizenz für die Rhein-Neckar-Zeitung an Theodor Heuss.
John H. Boxer zählte zu den Gästen beim Festakt anlässlich der berühmten Rede des US-Außenministers James F. Byrnes im Großen Haus der Staatstheater und gehörte zu den Beratern des US-Hochkommissars John McCloy.